# Stanley G. Payne
Stanley George Payne és un hispanista estatunidenc, nascut a Denton (Texas) el 1934.

### Formació i vida professional
Doctor en Història per la Universitat de Colúmbia (1960) i professor emèrit d'Història en la Universitat de Wisconsin-Madison, on ostenta la Càtedra Hilldale-Jaume Vicens Vives. Prèviament obtingué B.A. al Pacific Union College (1955) i el Master of Arts a la Claremont Graduate School and University Center (1957).
És codirector del "Journal of Contemporary History", membre de la American Academy of Arts and Sciences i, des de 1987, acadèmic de la Reial Acadèmia de la Història. Payne ha escrit articles d'opinió en els periòdics espanyols ABC i El Mundo. El juliol del 2006 Payne va ser el director del curs La Guerra Civil: Conflicte revolucionari i esdeveniment internacional, a la Universitat Rei Joan Carles, Espanya.

### Evolució ideològica
Els primers llibres de Payne traduïts al castellà en els anys seixanta van haver de ser publicats a París per l'editorial Ruedo Ibérico, ja que eren inacceptables per a la censura franquista. Tot i això, ha evolucionat de postures defensores de la República a una postura pròxima a la dreta neo-liberal, donant suport al Govern de George W. Bush i dels neoconservadors, i favorable a la monarquia espanyola. Payne ha elogiat l'obra de Pío Moa i de Burnett Bolloten. Segueix les petjades de l'historiador franquista Ricardo de la Cierva.

## Publicacions
Ha publicat 15 llibres i més de 150 articles en revistes especialitzades, majorment sobre la Història d'Espanya.
- Falange: A History of Spanish Fascism, 1961
- Politics and the Military in Modern Spain, 1967
- Franco's Spain, 1967
- The Spanish Revolution, 1970
- A History of Spain and Portugal, 1973
- Basque Nationalism[Enllaç no actiu], 1975
- La revolución y la guerra civil española, 1976
- Fascism: Comparison and Definition, 1980
- Spanish Catholicism: An Historical Overview, 1984
- The Franco Regime, 1936-1975, 1988
- Franco: El perfil de la historia, 1992
- Spain's First Democracy: The Second Republic, 1931-1936, 1993 (versió en castellà)
- A History of Fascism 1914-1945, 1996
- El primer franquismo, 1939-1959: Los años de la autarquía, 1998
- Fascism in Spain 1923-1977, 2000
- The Spanish Civil War, the Soviet Union, and Communism 1931-1939, 2004
- 40 Preguntas Fundamentales sobre la guerra Civil. La Esfera de los libros, (2006)